# Gaîté (Métro Paris)

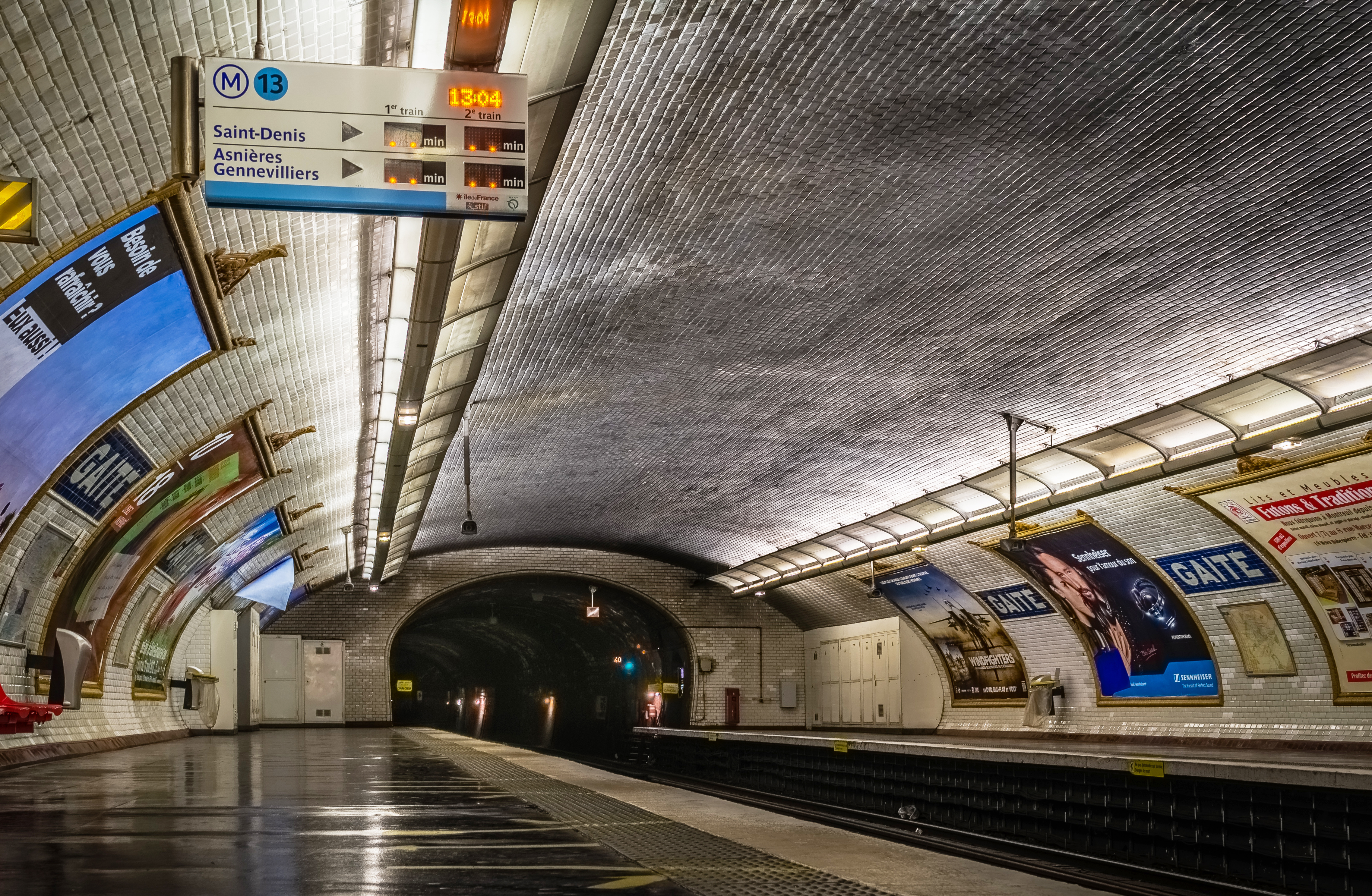
Blick auf den südlichen Tunnelmund

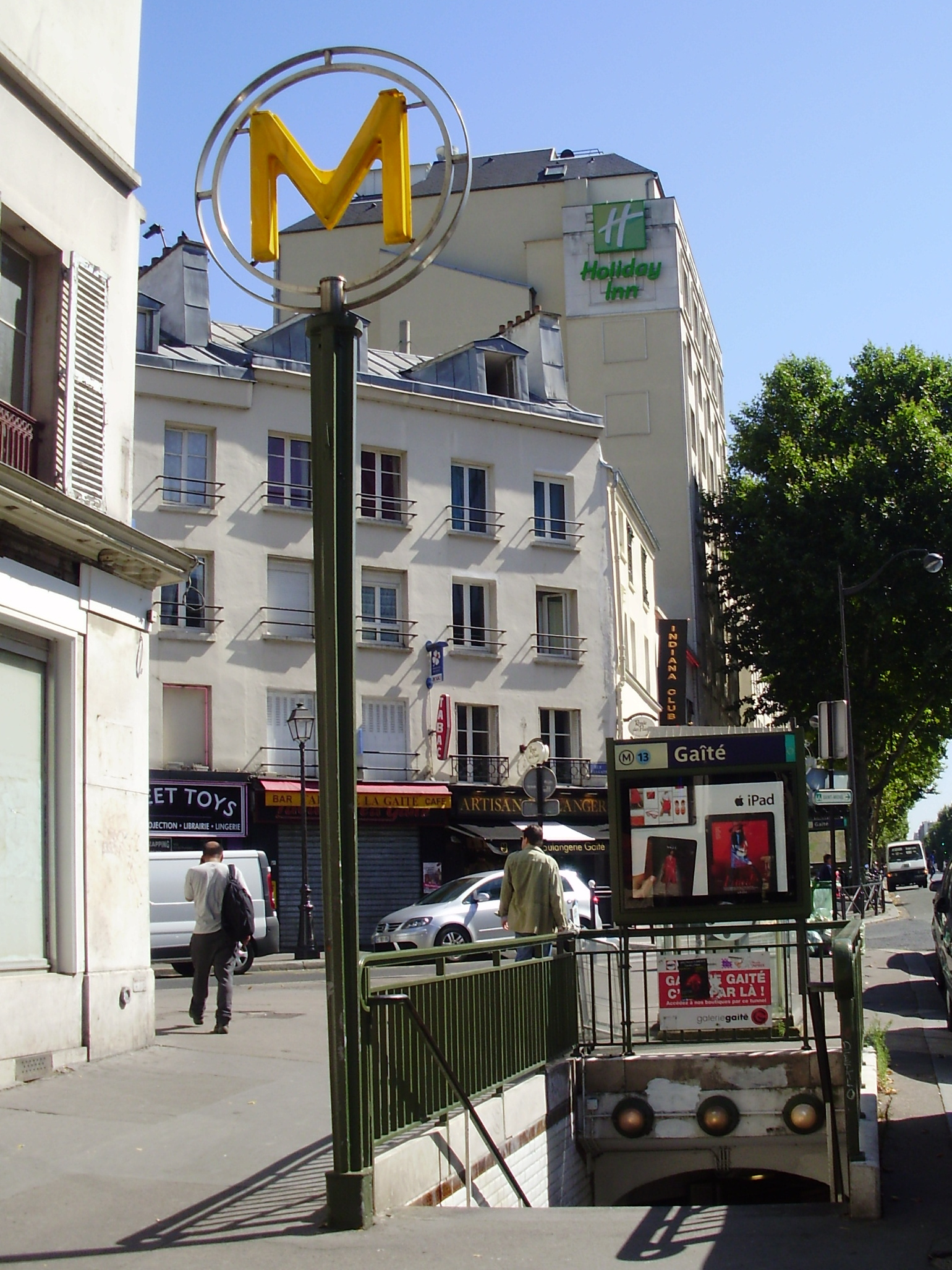
Durch ein gelbes „M“ in einem Doppelkreis gekennzeichneter Zugang

Der U-Bahnhof Gaîté ist eine unterirdische Station der Linie 13 der Pariser Métro.

## Lage
Die Station befindet sich an der Grenze des Quartier de Plaisance zum Quartier du Montparnasse im 14. Arrondissement von Paris. Sie liegt längs unter der Avenue du Maine in Höhe der einmündenden Rue de la Gaîté.

## Name
Den Namen gibt die Rue de la Gaîté. „Gaîté“, häufiger „gaieté“ geschrieben, bedeutet Fröhlichkeit oder Ausgelassenheit. Die Tag und Nacht belebte Straße und ihre Umgebung beherbergten im 19. Jahrhundert Theater, Ballsäle, Tanzlokale und Restaurants.
Seit November 2021 trägt die Station den Namenszusatz „Joséphine Baker“. In der nahen Konzert- und Theaterbühne Bobino war die Entertainerin und Widerstandskämpferin Josephine Baker zwei Tage vor ihrem Tod im April 1975 zum letzten Mal aufgetreten.

## Geschichte und Beschreibung
Die Station wurde am 21. Januar 1937 eröffnet, als der erste Abschnitt der damaligen Linie 14 von Bienvenüe (seit 1942: Montparnasse – Bienvenüe) bis Porte de Vanves in Betrieb ging. Diese Strecke war von der Bahngesellschaft Société du chemin de fer électrique souterrain Nord-Sud de Paris (Nord-Sud) als Linie C geplant worden. Nach der Übernahme dieser Gesellschaft durch die konkurrierende Compagnie du chemin de fer métropolitain de Paris (CMP) im Jahr 1930 wurde sie, deren Nummernschema entsprechend, als Linie 14 gebaut. Am 9. November 1976 wurde die Linie 14 mit der Linie 13 verbunden und erhielt deren Linienbezeichnung. Die Liniennummer 14 wurde 1998 an eine Neubaustrecke vergeben.
Die Station liegt unter einem elliptischen, weiß gefliesten Gewölbe, ihre Seitenwände folgen der Krümmung der Ellipse. Sie ist 75 m lang und hat zwei Seitenbahnsteige an zwei parallelen Streckengleisen.

## Fahrzeuge
Die Linie 13 wird seit 1978 von Fahrzeugen der Baureihe MF 77 befahren. Vorher waren dort Züge der Baureihe MF 67 unterwegs, die ihrerseits 1976 die Sprague-Thomson-Züge ablösten.

## Umgebung
- Friedhof Cimetière du Montparnasse
- Konzert- und Theaterbühne Bobino